# OTTO'S
OTTO'S AG is een Zwitsers retailbedrijf dat is gevestigd in Sursee. Het bedrijf heeft ongeveer honderd winkels en warenhuizen in heel Zwitserland, met een verkoopoppervlakte tussen de 300 m² en 3800 m², waar het voedingsmiddenelen,  non-food-artikelen, meubels en textiel, sportartikelen en parfum verkoopt. Zo'n 70 filialen hebben ook een uitgebreid assortiment meubelen. Het bedrijf is ook actief in de autohandel bij het hoofdkantoor in Sursee. De bedrijvengroep biedt werk aan meer dan 2000 Medewerkers.

## Geschiedenis
De onderneming werd in 1978 opgericht door Otto Ineichen. De achtergrond hiervan was een natuurramp die eind augustus 1978 plaatsvond in het noordelijke deel van het kanton Ticino. Ineichen kocht de inventaris van groothandelscentrum in Losone, dat zwaar getroffen was door het noodweer en huurde een leegstaande bedrijfsruimte in Luzern, waar hij de goederen in mum van tijd verkocht onder de naam Otto's Schadenposten AG.
In de beginfase bood het bedrijf vooral goederen uit schadepartijen aan. Sinds 1984 zijn het echter alleen nog maar onberispelijke items van binnen- en buitenlandse herkomst. Om deze reden werd de naam in november 1985 gewijzigd in Otto's Warenposten AG.
Met de opening van het filiaal in Yverdon-les-Bains in maart 1989 kreeg Otto's Warenposten voor het eerst voet aan de grond in het Franstalige deel van Zwitserland onder de naam Otto le soldeur. Sinds september 1999 opereert het bedrijf onder de uniforme naam OTTO's vanwege het steeds groter wordende assortiment.
In september 2001 trok Otto Ineichen zich terug uit de leiding van het bedrijf en droeg deze over aan zijn zoon Mark. Hij bleef echter voorzitter van de raad van bestuur tot hij dit mandaat in juli 2010 ook overdroeg aan zijn zoon Mark. Otto Ineichen stierf in 2012.
Sinds 2006 is het bedrijf ook actief in de autohandel. Van 2009 tot 2013 bood OTTO'S ook prefab woningen aan, maar dit werd geen succes.
In 2017 en 2018 werd OTTO'S AG bekritiseerd voor het doorverkopen van namaakwijn. De betreffende wijnen werden van de markt gehaald en de importeur werd opgepakt.  In februari 2020 moest OTTO'S de Zwitserse kruisen van schoenen laten verwijderen vanwege de Swissness Wet, aangezien minder dan 60 procent van de productiekosten ervan in Zwitserland werden gemaakt.